# Вязищи (Смоленская область)
Вязищи — деревня в Тёмкинском районе Смоленской области России. Входит в состав Вязищенского сельского поселения. Население — 30 жителей (2007 год). 
Расположена в восточной части области в 6 км к югу от Тёмкина, в 24 км севернее автодороги Р132 Вязьма — Калуга — Тула — Рязань, на берегу реки Уйка. В 8 км севернее деревни расположена железнодорожная станция Тёмкино на линии Вязьма — Калуга. 

## История
В годы Великой Отечественной войны деревня была оккупирована гитлеровскими войсками в октябре 1941 года, освобождена в марте 1943 года.